# Jacques de Maleville
Jacques de Maleville (Domme, 1741. június 19. – Domme, 1824. november 22.) francia jogtanácsos és politikus, a Code Napoléon egyik megfogalmazója volt.
A forradalom előtt Bordeaux-ban volt jogász, majd 1789-től az új eszmék híve lett. 1790-ben Dordogne megye direktóriumában tagnak, majd elnöknek nevezték ki. 1791-ben a Semmítőszék tagja lett, 1795-ben pedig a Vének Tanácsában lett Dordogne megye képviselője. Mindig ellenezte az erőszakos intézkedéseket. Az évtized végén közeledni kezdett a clichy-i monarchista párthoz, 1799-ben pedig támogatta a brumaire 18–19-i államcsínyt.